# Nicolas Douchez
Nicolas Douchez (n. 22 aprilie 1980, Rosny-sous-Bois, Franța) este un fotbalist francez, care joacă pe post de portar, în prezent liber de contract.